# Маккаллум, Кен
Кеннет Дуглас Маккаллум (родился в 1974 году) — офицер британской разведки, с 2020 года занимающий пост 
генерального директора MI5.

## Ранние годы
Родился в Глазго, Шотландия, в 1974 году. Учился в государственной школе, после чего изучал математику в Университете Глазго, который окончил с отличием в 1996 году.

## Карьера
Более двух десятилетий служил в MI5, занимаясь в том числе борьбой с терроризмом в Северной Ирландии и руководя контртеррористическими расследованиями во время Олимпийских игр 2012 года в Лондоне. В апреле 2017 года был назначен заместителем генерального директора МI5.
В 2018 году возглавил операцию MI5 по расследованию покушения на Сергея Скрипаля.
В апреле 2020 года сменил сэра Эндрю Паркера на посту генерального директора MI5.
В 2021 году  в своем ежегодном отчете об угрозах заявил, что действия Китая, России и других враждебных государств могут оказать такое же сильное влияние на общественность, как и терроризм, что ознаменовало собой существенное смещение акцентов для британского разведывательного агентства. Маккаллум заявил, что британской общественности придется «создать такую же общественную осведомлённость и устойчивость к государственным угрозам, какую мы добились за эти годы в отношении терроризма».
В ноябре 2022 года заявил, что в 2022 году со стороны Ирана было по меньшей мере 10 потенциальных угроз похищения или убийства британцев или граждан Великобритании. МакКаллум также предупредил, что Великобритания «должна быть готова к российской агрессии в течение многих лет».
В своей речи 8 октября 2024 года заявил, что российская разведка поставила перед собой задачу посеять «беспорядок на улицах Великобритании и Европы». Он предупредил, что Великобритания столкнулась с самой «сложной и взаимосвязанной» угрозой, с которой она когда-либо сталкивалась:

Мы видели поджоги, диверсии и другие опасные действия, совершаемые с возрастающей дерзостью... в частности, ГРУ постоянно занято тем, что сеет хаос на улицах Британии и Европы.  
Оригинальный текст (англ.)"We’ve seen arson, sabotage and more dangerous actions conducted with increasing recklessness,”   “The GRU in particular is on a sustained mission to generate mayhem on British and European streets." 